# Friedberg (Autriche)
Pour les articles homonymes, voir Friedberg.
Friedberg est une commune autrichienne du district de Hartberg-Fürstenfeld en Styrie. Avant le 1er janvier 2013, Friedberg faisait partie du district de Hartberg.

## Jumelage
La ville de Friedberg est jumelée avec :
- Friedberg (Allemagne) depuis 1966
- Ljutomer (Slovénie) depuis 1968

## Personnalités liées à Friedberg
- Anna F. est née à Friedberg le 18 décembre 1985. Auteure-compositrice-interprète, la lettre F de son pseudonyme est liée à Friedberg.